# Збирни плодови
Збирни плодови представљају групу плодова који настају из цвета са апокарпним гинецеумом. При томе су плодови међусобно повезани или зидом плодника или ткивом цветне ложе.

## Примери
Јагоду чини већи број монокарпних орашица равномерно распоређених на разраслој цветној ложи која је постала сочна, а малину и купину велики број коштуница.